# 坂井信行
坂井 信行（さかい のぶゆき、1965年 - ）は、都市計画家で地域計画建築研究所計画部長代理大阪事務所副所長、大阪商業大学大学院地域政策学研究科非常勤講師。主に都市計画、都市デザイン、市民まちづくり支援等の業務に携わる。技術士（建設部門／都市及び地方計画）、一級建築士。

## 経歴
1965年滋賀県生まれ。 山口大学工学部建設工学科卒業、神戸大学大学院工学研究科修士課程土木工学専攻修了。4・25あの場所を忘れないワークショップ実行委員会など。
「三田市学園ワシントン村街区の街並み保全ルール等の作成に関わる 助言業務及びそれに関わる細則案の作成」で第 5 回住まいのまちなみ賞。
高蔵寺ハート-まち・ひと・ことが循環するいきいきとした暮らしをまちに広げる-　で、まちづくり・都市デザイン競技第21回(2018年) 受賞
著書に『地域のチカラ』（共著、自治体研究社）『都市・まちづくり学入門』（日本都市計画学会関西支部新しい都市計画教程研究会編）など。